# Ördöggerinc
Az Ördöggerinc (eredeti címe: El espinazo del diablo) 2001-ben bemutatott spanyol-mexikói horrorfilm, melyet Guillermo del Toro rendezett. A forgatókönyvet del Toro, David Muños és Antonio Trashorras készítették. A főbb szerepekben Marisa Paredes, Eduardo Noriega és Federico Luppi látható. 2001. április 20-án mutatták be Spanyolországban, ezután pedig körútra indult különböző filmfesztiválokon. Mexikóban 2001. október 19-én látta először a nagyközönség. Magyarországon a Titanic Nemzetközi Filmpresence Fesztiválon lehetett megtekinteni 2002. október 13-án. A produkciót egy Szaturnusz-díjra jelölték legjobb horrorfilm kategóriában.

## Cselekmény
A fiatal Carlos a spanyol polgárháború idején egy távoli árvaházba kerül. Ott összebarátkozik a többi fiúval, és megismerkedik egy szellemmel, Santival, amely kísérti az árvaházat. Az árvaházat Dr. Casares és Carmen vezeti, akik a köztársaságiakkal szimpatizálnak, és a köztársasági ügy érdekében aranyat őriznek. Az árvaházban nevelkedett Jacinto, aki most alkalmazott, meg akarja szerezni ezt az aranyat. Mint később kiderül, egy éjszaka megpiszkálta a konyhában lévő nagy széfet, ahol az aranyat rejtik, és az árva Santi meglepte. Jacinto hadakozott a fiúval, és durván meglökte, mire Santi beverte a fejét, és halálosan megsérült. Jacinto úgy próbálta eltussolni tettét, hogy köveket kötözött a haldokló fiúhoz, és az épület közműmedencéjébe süllyesztette. Santi szelleme azóta is kísérti az árvaházat, és azt jósolja Carlosnak, hogy az épület lakói közül sokan meg fognak halni.
Amikor a háború az árvaház közelében eszkalálódik, Dr. Casares az árvaház evakuálását tervezi. Jacinto, akit nem sokkal korábban elzavartak az épületből, miután megpróbálta elvinni az aranyat, ekkor benzinnel felgyújtja a konyhát. A robbanásban több gyermek és az igazgató is meghal. Másnap Jacinto visszatér az árvaházba, hogy megkeresse az aranyat. A túlélő gyerekek azonban belelökik a férfit abba az ellátómedencébe, amelybe egykor Santit is elsüllyesztette. Jacintót a nála lévő arany magával rántja. Amikor megpróbál megszabadulni tőle, hogy újra a felszínre törjön, Santi megjelenik mögötte, és megfojtja.

## Szereplők
| Szerep      | Színész         | Magyar hangja  |
| ----------- | --------------- | -------------- |
| Jacinto     | Eduardo Noriega | Dolmány Attila |
| Carmen      | Marisa Paredes  | Földi Teri     |
| Dr. Casares | Federico Luppi  | Szersén Gyula  |
| Carlos      | Fernando Tielve | Gacsal Ádám    |
| Jaime       | Íñigo Garcés    | Czető Roland   |
| Conchita    | Irene Visedo    | Németh Borbála |
| Alma        | Berta Ojea      | Bokor Ildikó   |
| Santi       | Junio Valverde  | n.a            |

## Fogadtatás

### Kritikai visszhang
A film kiváló értékeléseket kapott. A Rotten Tomatoeson 93%-os minősítést ért el 120 értékelés alapján, az összefoglaló alapján: „A hátborzongatóan hangulatos és kísérteties Ördöggerinc egyszerre erős szellemtörténet és intelligens politikai allegória.” Bruce Diones a New Yorkertől azt írta: „Del Toro elegáns tempója és gótikus vonásai hűvös rejtélyességgel ruházzák fel az eseményeket.” Joe Morgenstern a Wall Street Journaltól azt írta: „Ez egy horrorfilm, méghozzá hátborzongatóan jó, amely egyben a háború allegóriája is, amely hét évtizeddel később még mindig kísérti Spanyolországot.” Jonathan Holland a Varietytől azt írta: „Bár az utolsó tekercseken nem tudja beváltani a korai ígéreteit, még mindig stílusos, sikeres és rendkívül élvezetes film.”
A Metacritic 78 pontot adott a 100-ból 30 vélemény alapján. Lisa Schwarzbaum az Entertainment Weeklytől azt írta: „Del Toro egyforma rétegben építi fel az izgalmat, a rettegést és a melodrámát.” Kevin Thomas a Los Angeles Timestól azt írta: „Az ambiciózus és vészjósló Ördöggerinc című filmmel Del Toro új szintre emelkedik, és jellegzetes keverékét történelemmel és politikával egészíti ki.” Sean Axmaker a Seattle Post-Intelligencertől azt írta: „A történetnek az a gyengédség, az áldozatvállalás, sőt az ártatlanság adja meg a rezonanciát, amelyet del Toro a kegyetlenség közepette mutat.”

### Bevételi adatok
A Box Office Mojo szerint 6,4 millió dolláros bevételt ért el, a költségvetésről nincs adat.

## Fontosabb díjak és jelölések
| Esemény                       | Díj                | Kategória                                                   | Eredmény |
| ----------------------------- | ------------------ | ----------------------------------------------------------- | -------- |
| 2002-es Goya díjátadó         | Goya-díj           | Legjobb jelmeztervezés                                      | Jelölve  |
| 2002-es Goya díjátadó         | Goya-díj           | Legjobb speciális effektek                                  | Jelölve  |
| 28. Szaturnusz-gála           | Szaturnusz-díj     | Legjobb horrorfilm                                          | Jelölve  |
| 2002-es Young Artist díjátadó | Young Artist Award | Legjobb fiatal színész nemzetközi filmben – Fernando Tielve | Elnyerte |